# G45 Daguangmotorvägen
G45 Daguangmotorvägen (大广高速公路; Dàguǎng gāosùgōnglù) eller Daguang Expressway är en nationell motorväg i Kina.
Sträckningen börjar i norra Kina i Daqing i Heilongjiang och går söder ut genom Peking vidare genom Kaifeng och slutar Guangzhou i Guangdong i södra Kina. Hela sträckningen är 3 550 km lång.
Namnet Daguang är en förkortning av inledningen på namnet av städerna i dess slutpunkter; Daqing och Guangzhou. Hastighetsbegränsning på vägen är 80 till 120 km/h.